# All I Want
All I Want (Originaltitel: Try Seventeen) ist eine US-amerikanische Filmkomödie aus dem Jahr 2002. Die Regie führte Jeffrey Porter, das Drehbuch schrieb Charles Kephart. Die Hauptrollen spielten Elijah Wood und Franka Potente.

## Handlung
Der 17-jährige Jones fängt sein Collegestudium an. Er lernt die um einige Jahre ältere Nachbarin Jane kennen. Sie ist Fotografin, ihre Mitbewohnerin Lisa träumt von einer Karriere als Schauspielerin. Jones geht eines Tages mit Jane aus, sie besuchen ein Pferderennen. Jane lehnt eine Beziehung ab, zwischen Jones und Jane entwickelt sich eine Freundschaft.
Jones schreibt Briefe an seinen Vater, den er nie kennenlernte. Da er seine Adresse nicht kennt, schickt er die Briefe nicht ab.
Nach einem Autounfall kommt Jane ins Krankenhaus, Jones besucht sie. Ein ehemaliger Freund von Jane, der über 3.000 Kilometer entfernt wohnt, taucht auf. Jane entschließt sich später, zu ihrem Freund zu ziehen. Da sie mit ihrem eingegipsten Bein kein Auto steuern kann, fährt Jones sie. Unterwegs geht Jane in einem Motel mit Jones ins Bett. Am Ziel angekommen, prügelt sich Jones mit Janes Freund, Jane bleibt trotzdem.
Lisa bekommt eine Rolle und zieht aus. Jones spricht sich mit seiner Mutter über den Vater aus. Anschließend entledigt er sich der Erinnerungsstücke an den Vater, darunter der Schreibmaschine, auf der er die Briefe schrieb. Er fährt los, unterwegs gibt sein Motorrad den Geist auf. Ein Auto hält an, im Auto sitzt Jane. Jones steigt ein, Jane küsst ihn.

## Hintergrund
Seine Premiere hatte der Film am 10. September 2002 auf dem Toronto International Film Festival. Am 12. Januar 2003 folgte eine Aufführung beim Palm Springs International Film Festival. Deutschsprachig erschien der Film 2004 auf DVD.

## Kritiken
Das Lexikon des internationalen Films bezeichnet den Film als vergnügliche Coming-of-Age-Komödie der sanfteren Art. Der Film thematisiere Verantwortungslosigkeit und Ichbezogenheit und zeige, wie sie schließlich überwunden werden können.
Christopher Null warf dem Film auf filmcritic.com die mangelnde Reife (immaturity) des Drehbuchs vor. Einige Elemente der totgeborenen Handlung seien aus den anderen Filmen übernommen, die Witze seien schlecht.
Shlomo Schwartzberg schrieb auf boxoffice.com, der Film sei ein weiterer ermüdender Film über das Erwachsenwerden. Er kritisierte die Darstellung von Elijah Wood und lobte die Darstellung von Franka Potente.